# Systerpolskan
Systerpolskan är en svensk folkmusikgrupp med kvinnliga musiker, bildad 2016.
Systerpolskan består av några av de främsta kvinnliga folkmusikerna från Uppland och Dalarna och bildades på initiativ av några av medlemmarna och gruppens producent Benny Andersson. Gruppen blandar traditionell folkmusik med nyskrivet och består grundläggande av Täpp Ida Almlöf, Verf Lena Egardt, Cajsa Ekstav, Erika Lindgren Liljenstolpe, Sonia Sahlström, Lena Willemark och Cecilia Österholm, samt Benny Andersson som medmusikant och delvis kompositör. Sommaren 2016 och 2018 medverkade gruppen bland annat i SVT:s Allsång på Skansen och har även spelat i Moraeus med mera.

## Diskografi
- 2016 - Randig kjortel är deras första skiva. Den gavs ut i september 2016 av Mono Music och Universal Music.[3]